# Новохатське
Новоха́тське — село Комарської сільської громади Волноваського району Донецької області, Україна.

## Загальні відомості
Відстань до Великої Новосілки становить близько 34 км і проходить автошляхом місцевого значення.
Землі села межують із територією с. Філія Синельниківського району Дніпропетровської області.

## Населення
За даними перепису 2001 року населення села становило 244 особи, з них 86,07 % зазначили рідною мову українську та 11,48 % — російську.